# Cycas revoluta
Cycas revoluta, ibland kottepalm eller sagopalm, är en kärlväxtart som beskrevs av Carl Peter Thunberg. Cycas revoluta ingår i släktet Cycas, och familjen Cycadaceae. IUCN kategoriserar arten globalt som livskraftig. Inga underarter finns listade i Catalogue of Life.

## Giftighet
Hela växten har rapporterats som giftig, både för människa och husdjur.

## Bildgalleri

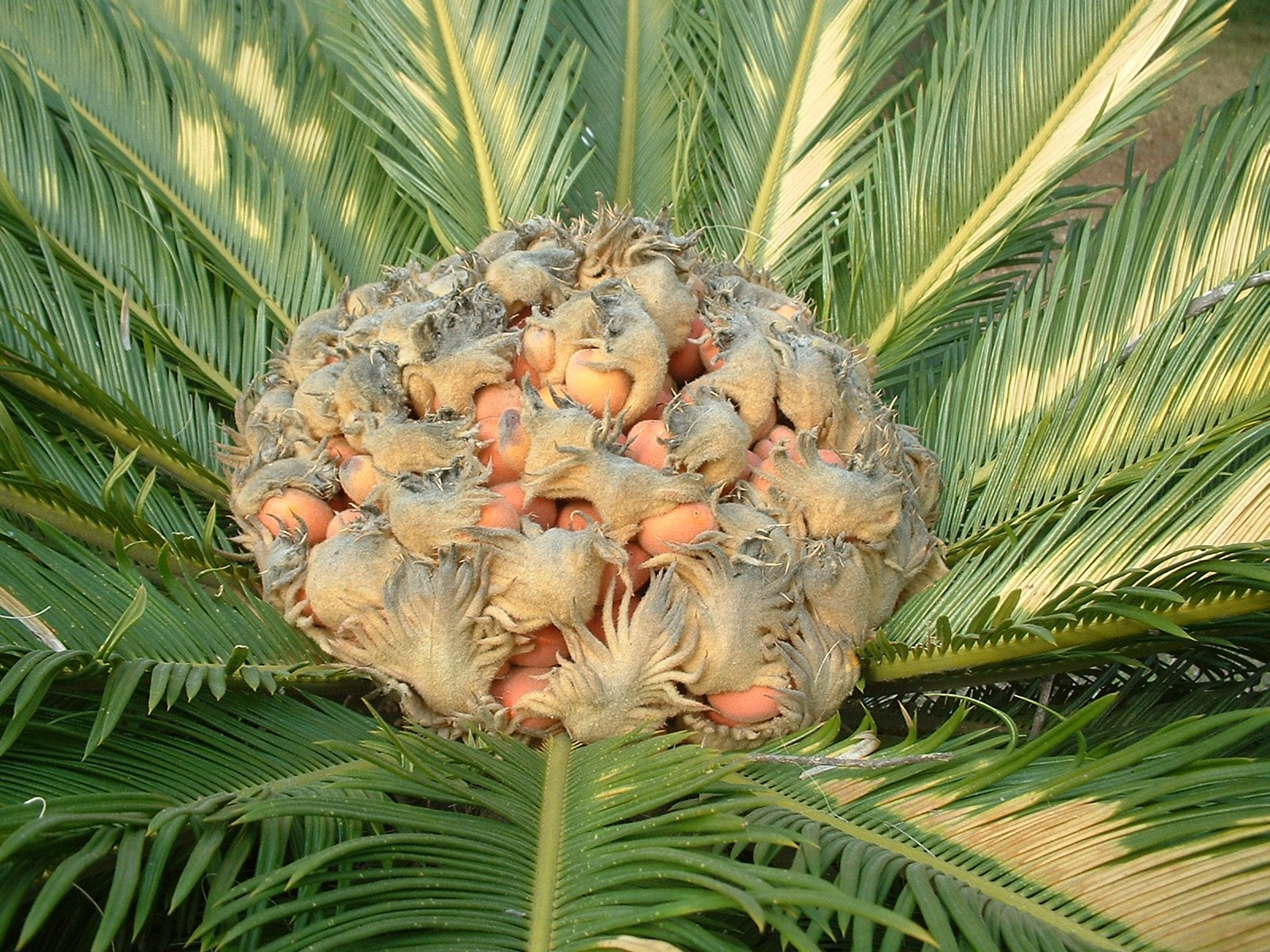
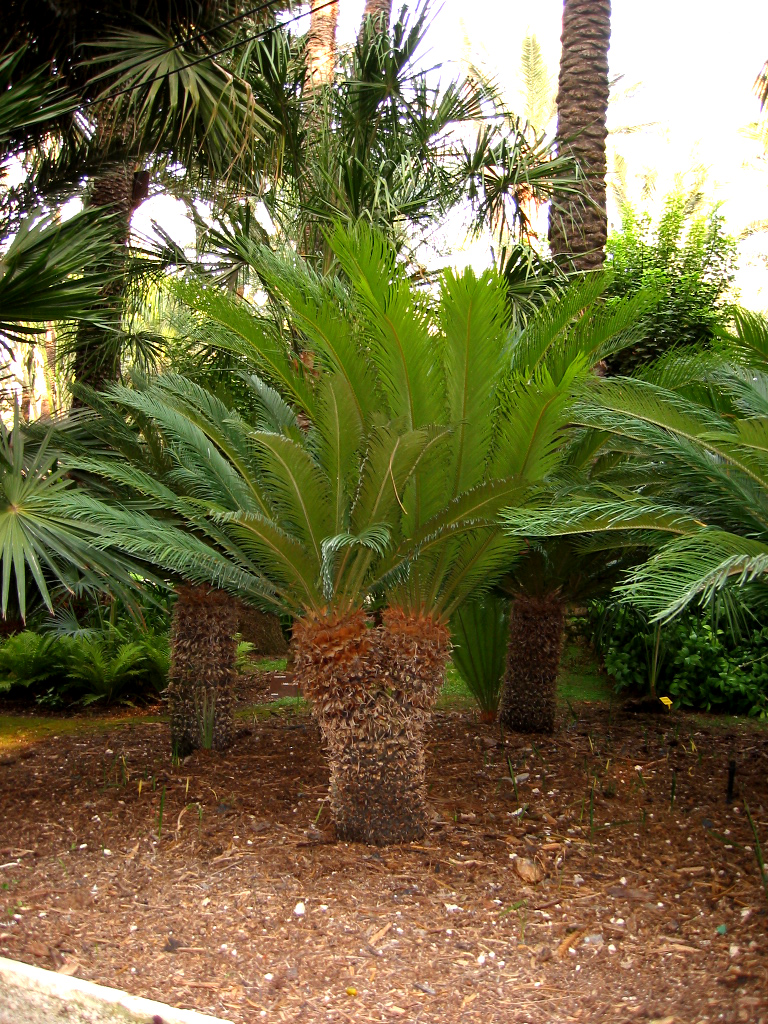
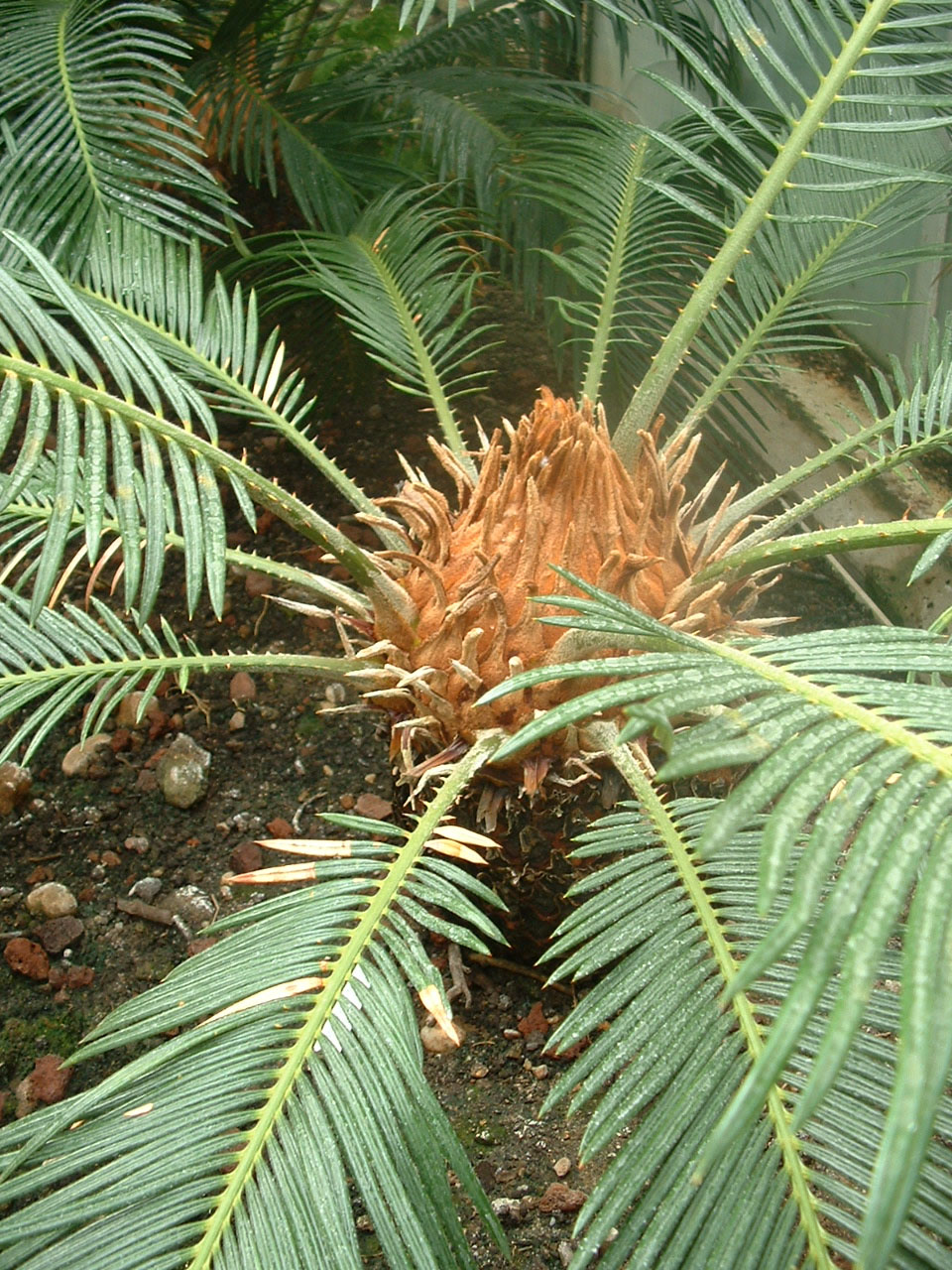
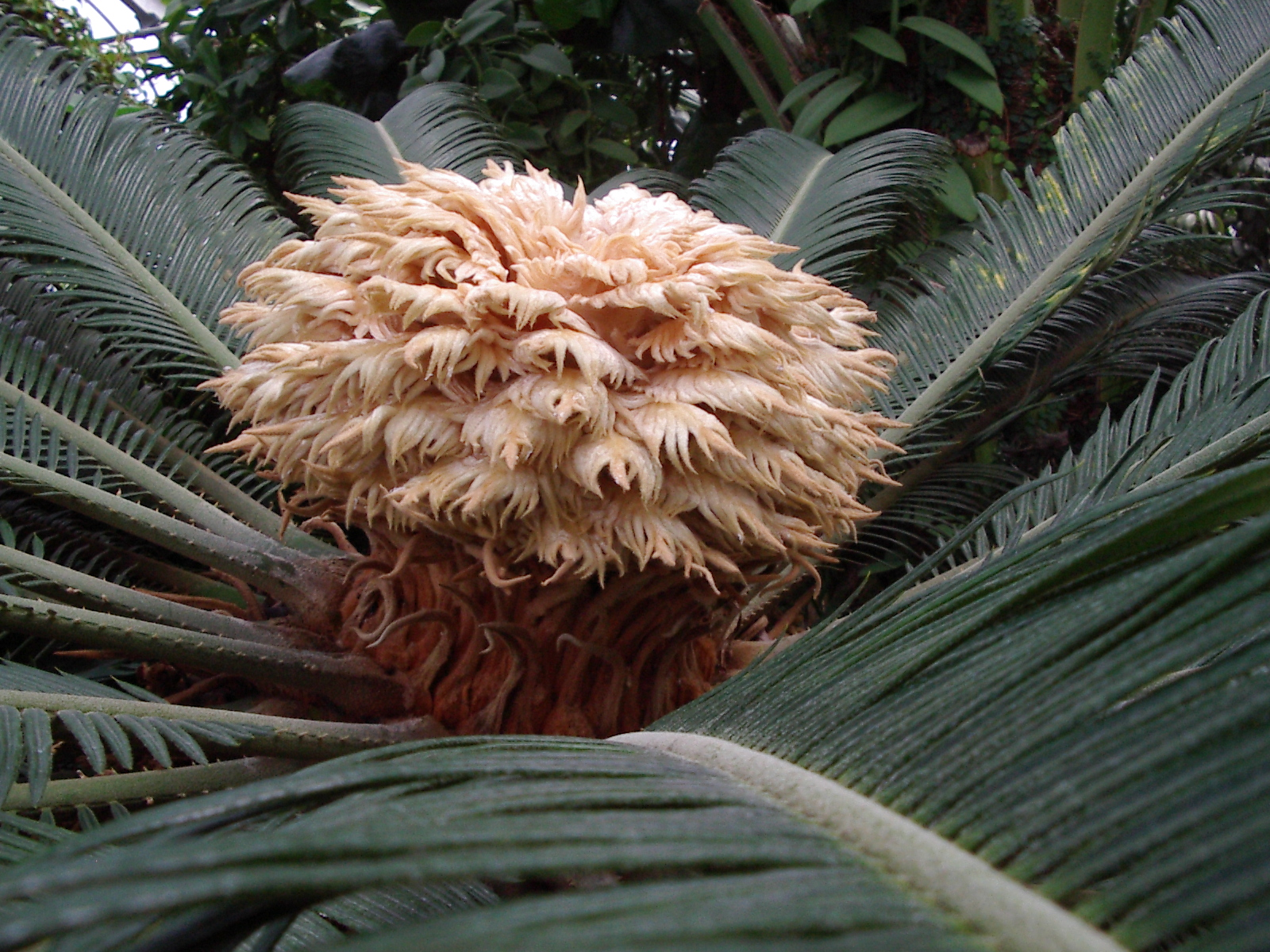
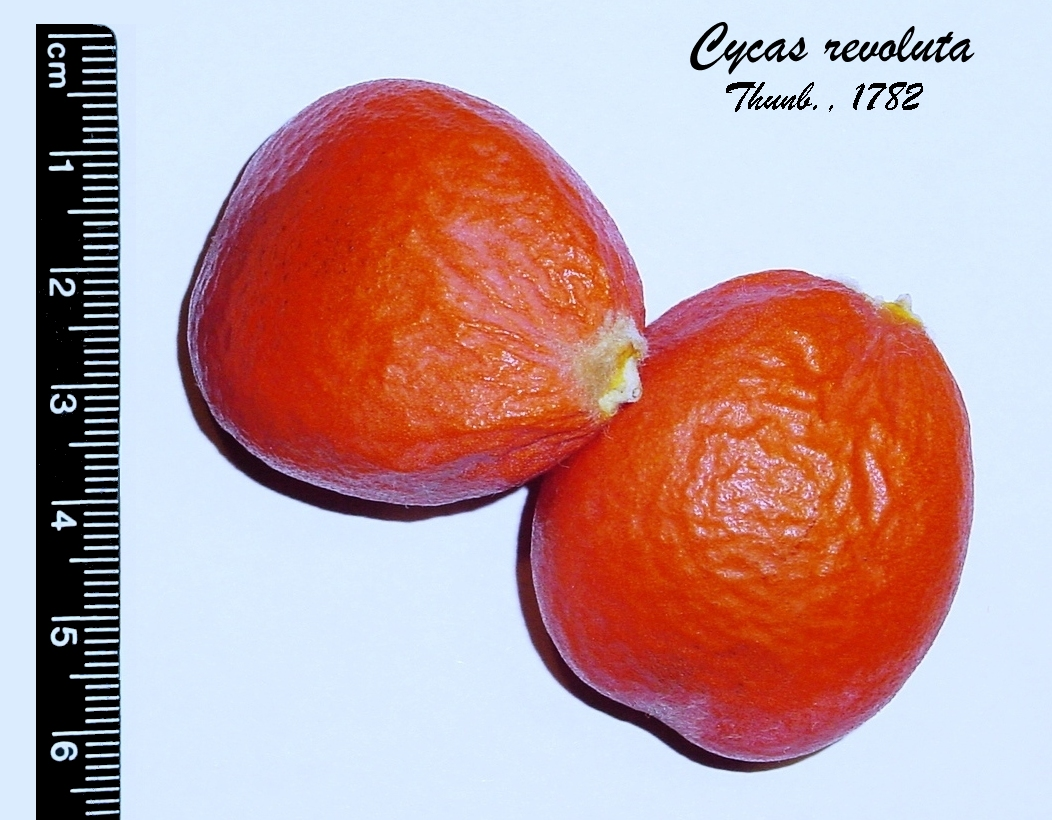
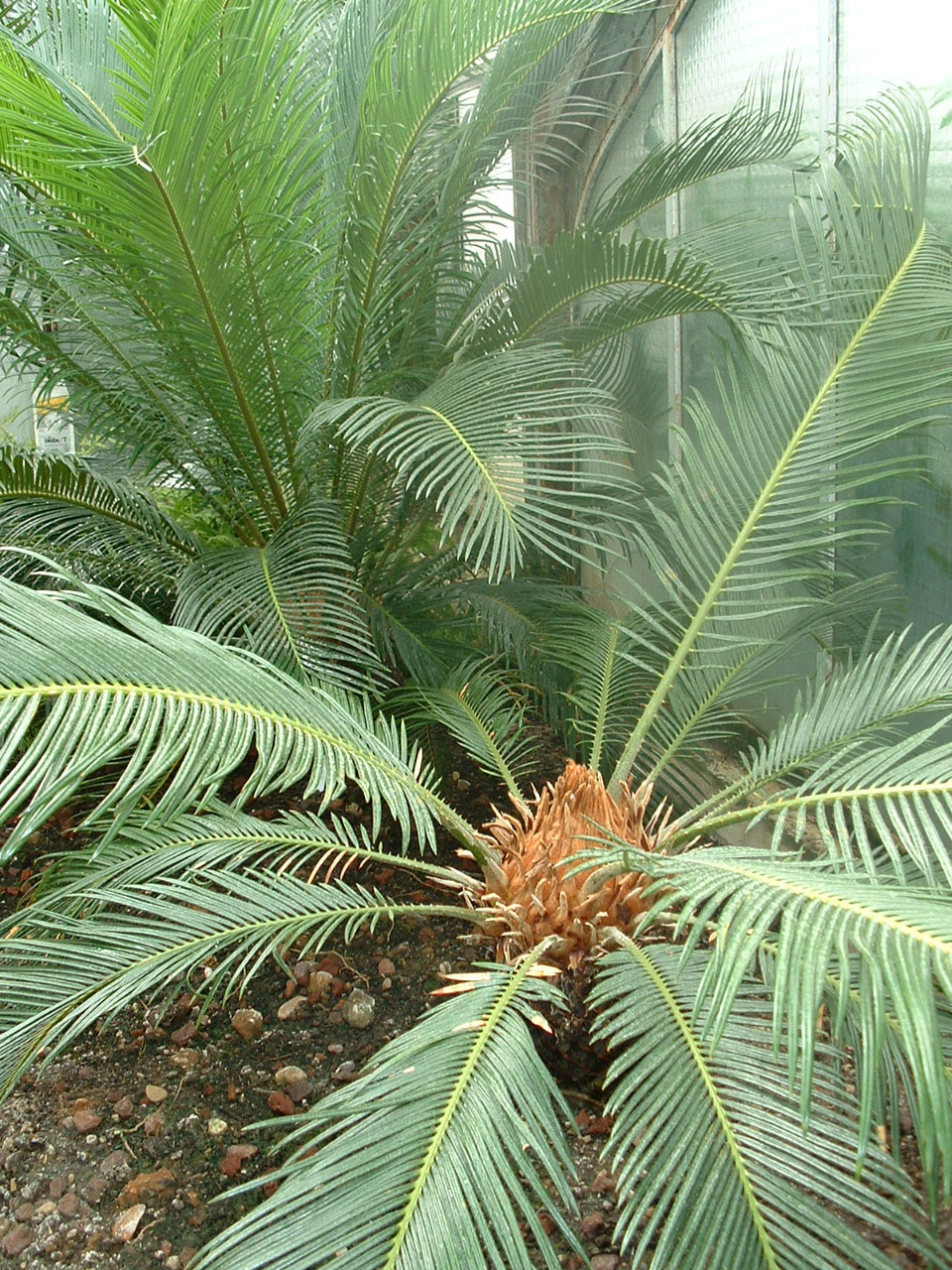
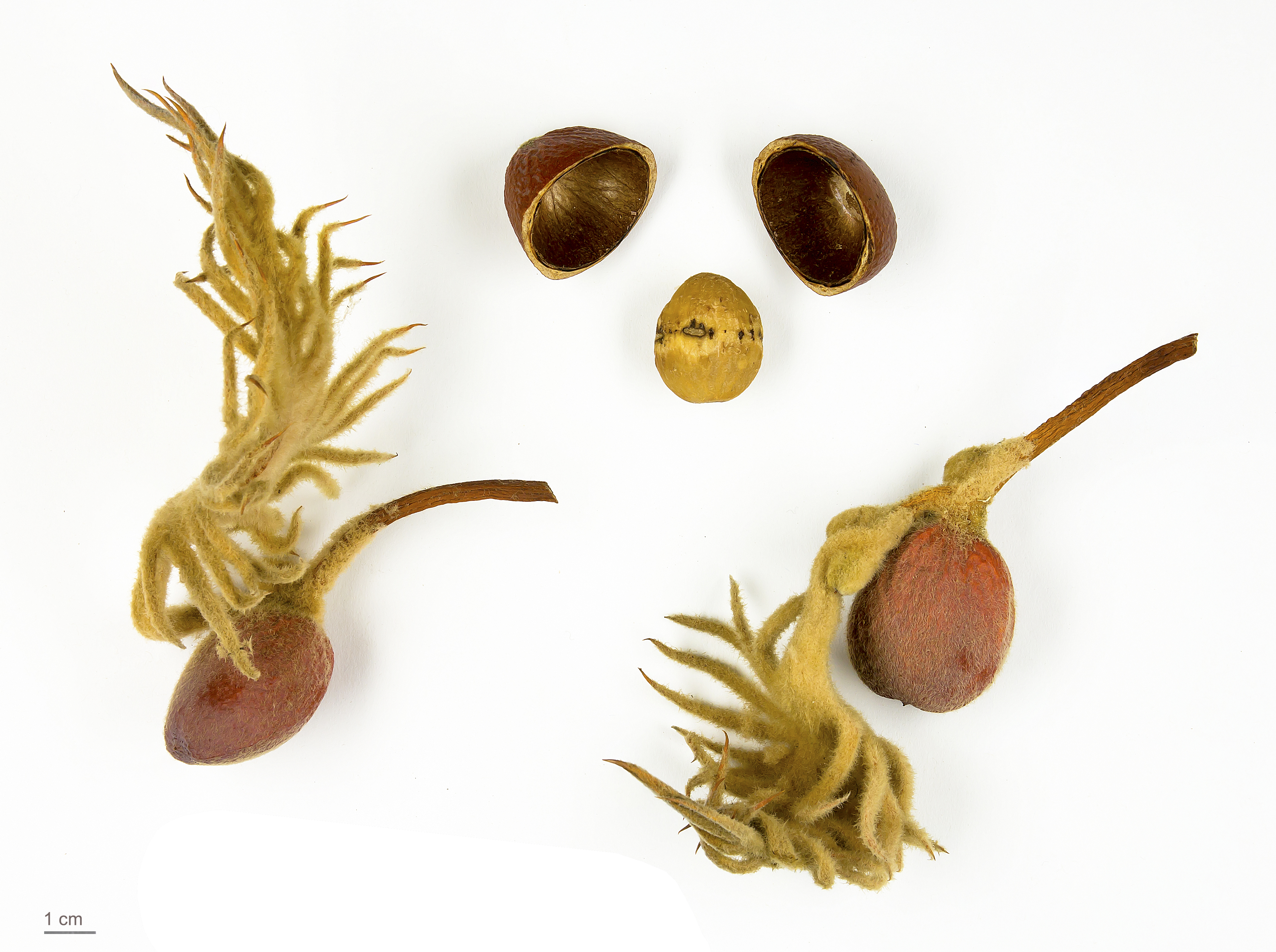
Cycas revoluta - Museum specimen